# مبروك زيد الخير
مبروك زيد الخير (27 ديسمبر 1961)، جزائري، عضو بالمجلس الإسلامي الأعلى الجزائري. ولد في مدينة الأغواط بالجزائر.

## الوظائف
شغل مبروك زيد الخير عدة وظائف منها:
- مدير الشؤون الدينية والأوقاف بولاية الأغواط (1989–1991)
- مدير المركز الثقافي الإسلامي بولاية الأغواط عام 1992.
- عضو بديوان والي ولاية الأغواط الخاص بالتعريب عام 1990.
- رئيس قسم العلوم الإسلامية بجامعة ولاية الأغواط عام 2010.
- مدير المركز الوطني للبحوث في العلوم الإسلامية والحضارة بولاية الأغواط منذ 2015.
- عضو اللجنة القطاعية لوزارة التعليم العالي والبحث العلمي عام 2016.
- رئيس المجلس الإسلامي الأعلى.[4]

## مؤلفاته
لمبروك زيد الخير عدة مؤلفات منها:
- الألفية الفقهية - مذهب السادة المالكية، 1998.
- ديوان ترانيم الوفاء، 2000.
- ديوان حنين ورنين، 2011.
- الحلة السندسية على نهج البردة الرضية في مدح خير البرية، 2006.
- تلخيص الفوائد وتجميع الفرائد (شرح على الألفية الفقهية)، 2006.
- العلاقات الإسنادية في القرآن الكريم، دراسة نحوية بلاغية، 2011.
- تشطير البردة لمحمد الأخضر السائحي، 2013.
- اللغة العربية وأثرها في ترسية الأحكام الشرعية، 2016.